# Uira
Uira és un clon de Macromedia Flash, resultant de la unió de dues iniciatives semblants en codi obert: Qflash i F4L. Està previst que funcioni amb Mac OS i Windows. En l'actualitat, però, només existeix per a GNU/Linux. Exporta en svg i swf.